# Montclus, Hautes-Alpes

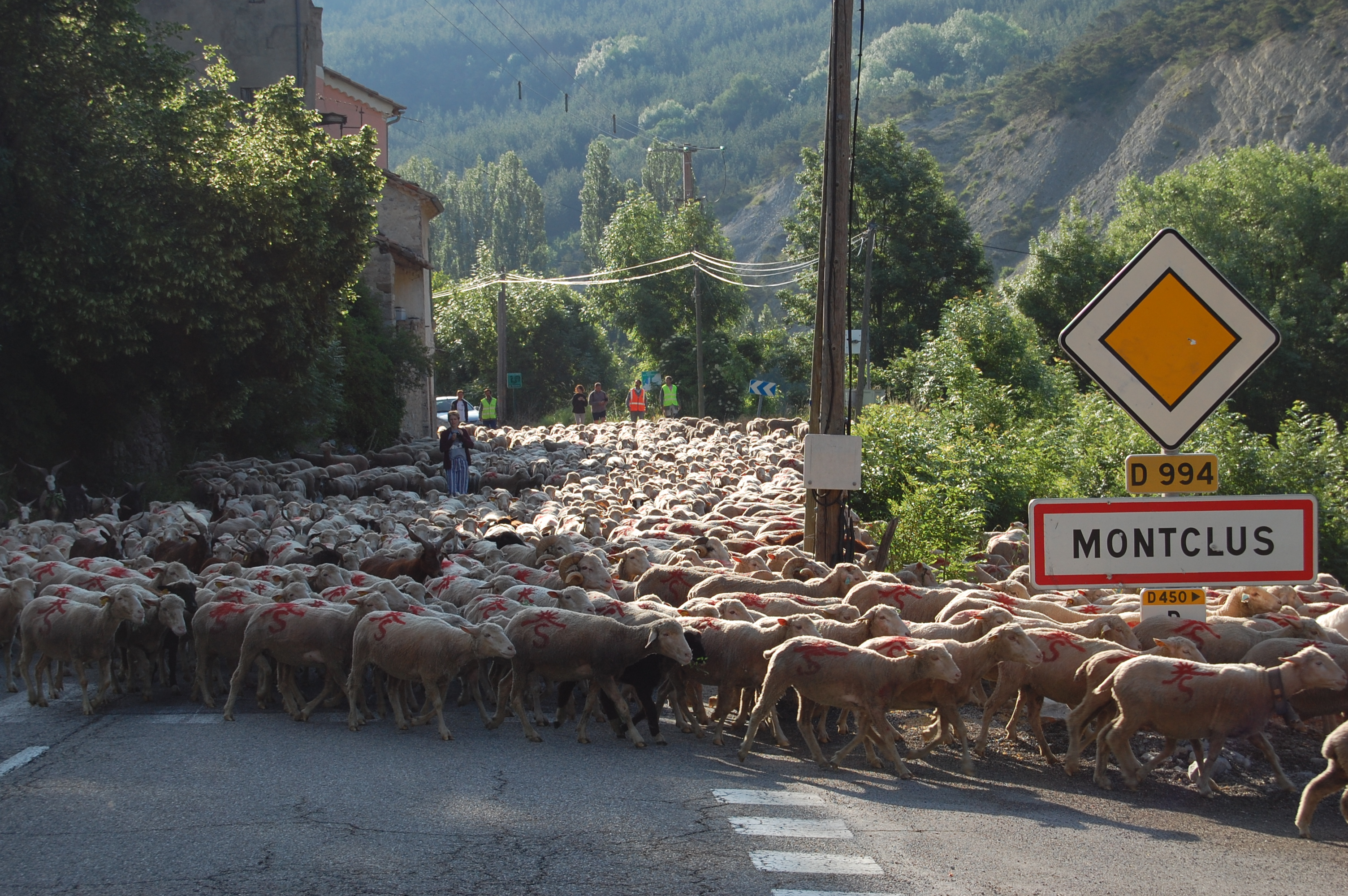

Montclus är en kommun i departementet Hautes-Alpes i regionen Provence-Alpes-Côte d'Azur i sydöstra Frankrike. Kommunen ligger  i kantonen Serres som ligger i arrondissementet Gap. År 2022 hade Montclus 47 invånare.

## Befolkningsutveckling
Antalet invånare i kommunen Montclus
Referens:INSEE